# 佩里亚克
佩里亚克（法語：Peyrilhac，法語發音：[peʁijak]）是法国新阿基坦大区上维埃纳省的一个市镇，属于利摩日区。

## 地理
佩里亚克（45°56'59"N, 1°8'9"E）面积38.63 平方千米，位于法国新阿基坦大区上维埃纳省，该省份为法国中西部省份，北起顺时针与安德尔省、克勒兹省、科雷兹省、多爾多涅省、夏朗德省和维埃纳省接壤。
与佩里亚克接壤的市镇（或旧市镇、城区）包括：尚博雷、圣让斯、锡约、楠蒂亚、尼约勒、格拉讷河畔奥拉杜尔、圣茹旺、韦拉克。

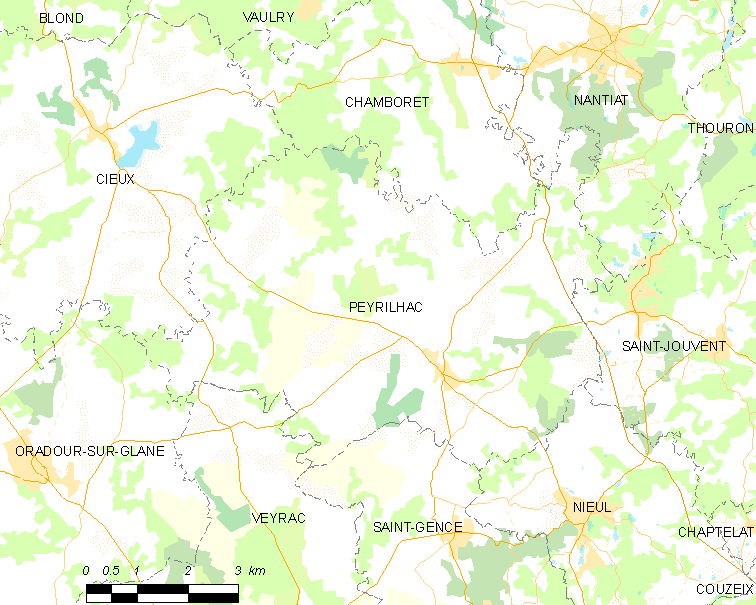
佩里亚克的OSM定位图

佩里亚克的时区为UTC+01:00、UTC+02:00（夏令时）。

## 行政
佩里亚克的邮政编码为87510，INSEE市镇编码为87118。

## 政治
佩里亚克所属的省级选区为库泽克斯县。

## 人口

1962-2008年间佩里亚克人口变化图示

佩里亚克于2022年1月1日时的人口数量为1356人。